# Catedral de San Pedro (Belleville)
La Catedral de San Pedro  (en inglés: Cathedral of Saint Peter ) es la iglesia madre de la diócesis de Belleville, que se encuentra en Belleville, Illinois en Estados Unidos.
La parroquia catedral de San Pedro fue fundada en 1842 en un lugar al este de la estructura actual, y con el nombre de San Bernabé Apóstol; pero fue dedicada a San Pedro en 1847. Para 1863, la congregación reconoció la necesidad de una estructura más grande. Se construyó una iglesia de ladrillo en el sitio actual de la catedral, que se dedicó en 1866. 
En 1887, el Papa León XIII creó la Diócesis de Belleville con la parte sur de la Diócesis de Alton (ahora la Diócesis de Springfield) y nombró al reverendo John Janssen como el primer obispo. Janssen eligió a San Pedro como su catedral.

## Véase también

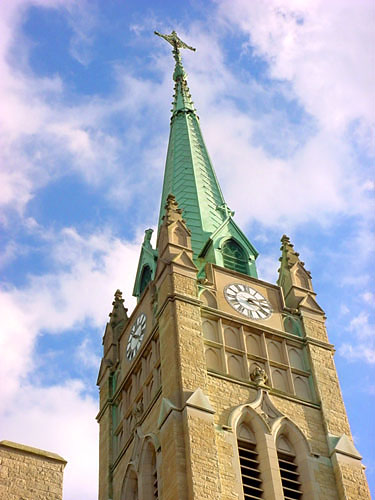
Vista de la torre